# Carol Stone
Carol Stone (1 de febrero de 1915 – 10 de junio de 2011) fue una actriz teatral y televisiva estadounidense, conocida por su papel de Kate Holliday, la esposa de Doc Holliday, en diez episodios emitidos en la temporada 1957-58 de la serie wéstern de ABC/Desilu The Life and Legend of Wyatt Earp.

## Biografía
Su nombre completo era Carol Montgomery Stone, y nació en la ciudad de Nueva York, siendo sus padres el actor Fred Stone y la actriz Allene Crater. Sus hermanas, Dorothy Stone y Paula Stone, también fueron actrices. El autor Rex Beach es tío suyo. Su primer apellido procede del compañero artístico de su padre, el actor David C. Montgomery. 
En 1940 se casó con Robert W. McCahon. La pareja se divorció en 1950, no tuvieron hijos.
El debut televisivo de Stone llegó el 2 de enero de 1951, cuando actuó en Burlesque para la CBS.
Stone participó en el episodio "Wyatt Meets Doc Holliday" (23 de abril de 1957), perteneciente a la serie The Life and Legend of Wyatt Earp, actuando junto a Douglas Fowley y Hugh O'Brian.
Carol Stone falleció el 10 de junio de 2011 en Altadena, California.